# Galaxias Colles
Galaxias Colles je pahorkatina na povrch Marsu, která se nachází na severní polokouli severně od sopky Elysium Mons, západně od pohoří Phlegra Montes a na východním okraji planiny Sithonius Lacus. Rozkládající se na 613 km
Pojmenována byla v roce 1985 z řečtiny, kde Galaxias Colles znamená v překladu Mléčná dráha.